# Попеременное нападение
Попеременное нападение — тема в шахматном этюде: слабейшая сторона спасается путём поочерёдного нападения своей фигурой (фигурами) на две или более фигуры соперника; разновидность «вечного» нападения.

## Примеры
|   | a | b | c | d | e | f | g | h |   |
| - | --- | --- | --- | --- | --- | --- | --- | --- | - |
| 8 | c8 белый король · d6 чёрный король · g6 белая пешка · d5 белая пешка · d4 белая пешка · c3 белый слон · g3 чёрный слон · d2 белая пешка · g2 белая пешка · b1 чёрный слон · h1 чёрный конь | c8 белый король · d6 чёрный король · g6 белая пешка · d5 белая пешка · d4 белая пешка · c3 белый слон · g3 чёрный слон · d2 белая пешка · g2 белая пешка · b1 чёрный слон · h1 чёрный конь | c8 белый король · d6 чёрный король · g6 белая пешка · d5 белая пешка · d4 белая пешка · c3 белый слон · g3 чёрный слон · d2 белая пешка · g2 белая пешка · b1 чёрный слон · h1 чёрный конь | c8 белый король · d6 чёрный король · g6 белая пешка · d5 белая пешка · d4 белая пешка · c3 белый слон · g3 чёрный слон · d2 белая пешка · g2 белая пешка · b1 чёрный слон · h1 чёрный конь | c8 белый король · d6 чёрный король · g6 белая пешка · d5 белая пешка · d4 белая пешка · c3 белый слон · g3 чёрный слон · d2 белая пешка · g2 белая пешка · b1 чёрный слон · h1 чёрный конь | c8 белый король · d6 чёрный король · g6 белая пешка · d5 белая пешка · d4 белая пешка · c3 белый слон · g3 чёрный слон · d2 белая пешка · g2 белая пешка · b1 чёрный слон · h1 чёрный конь | c8 белый король · d6 чёрный король · g6 белая пешка · d5 белая пешка · d4 белая пешка · c3 белый слон · g3 чёрный слон · d2 белая пешка · g2 белая пешка · b1 чёрный слон · h1 чёрный конь | c8 белый король · d6 чёрный король · g6 белая пешка · d5 белая пешка · d4 белая пешка · c3 белый слон · g3 чёрный слон · d2 белая пешка · g2 белая пешка · b1 чёрный слон · h1 чёрный конь | 8 |
| 7 | c8 белый король · d6 чёрный король · g6 белая пешка · d5 белая пешка · d4 белая пешка · c3 белый слон · g3 чёрный слон · d2 белая пешка · g2 белая пешка · b1 чёрный слон · h1 чёрный конь | c8 белый король · d6 чёрный король · g6 белая пешка · d5 белая пешка · d4 белая пешка · c3 белый слон · g3 чёрный слон · d2 белая пешка · g2 белая пешка · b1 чёрный слон · h1 чёрный конь | c8 белый король · d6 чёрный король · g6 белая пешка · d5 белая пешка · d4 белая пешка · c3 белый слон · g3 чёрный слон · d2 белая пешка · g2 белая пешка · b1 чёрный слон · h1 чёрный конь | c8 белый король · d6 чёрный король · g6 белая пешка · d5 белая пешка · d4 белая пешка · c3 белый слон · g3 чёрный слон · d2 белая пешка · g2 белая пешка · b1 чёрный слон · h1 чёрный конь | c8 белый король · d6 чёрный король · g6 белая пешка · d5 белая пешка · d4 белая пешка · c3 белый слон · g3 чёрный слон · d2 белая пешка · g2 белая пешка · b1 чёрный слон · h1 чёрный конь | c8 белый король · d6 чёрный король · g6 белая пешка · d5 белая пешка · d4 белая пешка · c3 белый слон · g3 чёрный слон · d2 белая пешка · g2 белая пешка · b1 чёрный слон · h1 чёрный конь | c8 белый король · d6 чёрный король · g6 белая пешка · d5 белая пешка · d4 белая пешка · c3 белый слон · g3 чёрный слон · d2 белая пешка · g2 белая пешка · b1 чёрный слон · h1 чёрный конь | c8 белый король · d6 чёрный король · g6 белая пешка · d5 белая пешка · d4 белая пешка · c3 белый слон · g3 чёрный слон · d2 белая пешка · g2 белая пешка · b1 чёрный слон · h1 чёрный конь | 7 |
| 6 | c8 белый король · d6 чёрный король · g6 белая пешка · d5 белая пешка · d4 белая пешка · c3 белый слон · g3 чёрный слон · d2 белая пешка · g2 белая пешка · b1 чёрный слон · h1 чёрный конь | c8 белый король · d6 чёрный король · g6 белая пешка · d5 белая пешка · d4 белая пешка · c3 белый слон · g3 чёрный слон · d2 белая пешка · g2 белая пешка · b1 чёрный слон · h1 чёрный конь | c8 белый король · d6 чёрный король · g6 белая пешка · d5 белая пешка · d4 белая пешка · c3 белый слон · g3 чёрный слон · d2 белая пешка · g2 белая пешка · b1 чёрный слон · h1 чёрный конь | c8 белый король · d6 чёрный король · g6 белая пешка · d5 белая пешка · d4 белая пешка · c3 белый слон · g3 чёрный слон · d2 белая пешка · g2 белая пешка · b1 чёрный слон · h1 чёрный конь | c8 белый король · d6 чёрный король · g6 белая пешка · d5 белая пешка · d4 белая пешка · c3 белый слон · g3 чёрный слон · d2 белая пешка · g2 белая пешка · b1 чёрный слон · h1 чёрный конь | c8 белый король · d6 чёрный король · g6 белая пешка · d5 белая пешка · d4 белая пешка · c3 белый слон · g3 чёрный слон · d2 белая пешка · g2 белая пешка · b1 чёрный слон · h1 чёрный конь | c8 белый король · d6 чёрный король · g6 белая пешка · d5 белая пешка · d4 белая пешка · c3 белый слон · g3 чёрный слон · d2 белая пешка · g2 белая пешка · b1 чёрный слон · h1 чёрный конь | c8 белый король · d6 чёрный король · g6 белая пешка · d5 белая пешка · d4 белая пешка · c3 белый слон · g3 чёрный слон · d2 белая пешка · g2 белая пешка · b1 чёрный слон · h1 чёрный конь | 6 |
| 5 | c8 белый король · d6 чёрный король · g6 белая пешка · d5 белая пешка · d4 белая пешка · c3 белый слон · g3 чёрный слон · d2 белая пешка · g2 белая пешка · b1 чёрный слон · h1 чёрный конь | c8 белый король · d6 чёрный король · g6 белая пешка · d5 белая пешка · d4 белая пешка · c3 белый слон · g3 чёрный слон · d2 белая пешка · g2 белая пешка · b1 чёрный слон · h1 чёрный конь | c8 белый король · d6 чёрный король · g6 белая пешка · d5 белая пешка · d4 белая пешка · c3 белый слон · g3 чёрный слон · d2 белая пешка · g2 белая пешка · b1 чёрный слон · h1 чёрный конь | c8 белый король · d6 чёрный король · g6 белая пешка · d5 белая пешка · d4 белая пешка · c3 белый слон · g3 чёрный слон · d2 белая пешка · g2 белая пешка · b1 чёрный слон · h1 чёрный конь | c8 белый король · d6 чёрный король · g6 белая пешка · d5 белая пешка · d4 белая пешка · c3 белый слон · g3 чёрный слон · d2 белая пешка · g2 белая пешка · b1 чёрный слон · h1 чёрный конь | c8 белый король · d6 чёрный король · g6 белая пешка · d5 белая пешка · d4 белая пешка · c3 белый слон · g3 чёрный слон · d2 белая пешка · g2 белая пешка · b1 чёрный слон · h1 чёрный конь | c8 белый король · d6 чёрный король · g6 белая пешка · d5 белая пешка · d4 белая пешка · c3 белый слон · g3 чёрный слон · d2 белая пешка · g2 белая пешка · b1 чёрный слон · h1 чёрный конь | c8 белый король · d6 чёрный король · g6 белая пешка · d5 белая пешка · d4 белая пешка · c3 белый слон · g3 чёрный слон · d2 белая пешка · g2 белая пешка · b1 чёрный слон · h1 чёрный конь | 5 |
| 4 | c8 белый король · d6 чёрный король · g6 белая пешка · d5 белая пешка · d4 белая пешка · c3 белый слон · g3 чёрный слон · d2 белая пешка · g2 белая пешка · b1 чёрный слон · h1 чёрный конь | c8 белый король · d6 чёрный король · g6 белая пешка · d5 белая пешка · d4 белая пешка · c3 белый слон · g3 чёрный слон · d2 белая пешка · g2 белая пешка · b1 чёрный слон · h1 чёрный конь | c8 белый король · d6 чёрный король · g6 белая пешка · d5 белая пешка · d4 белая пешка · c3 белый слон · g3 чёрный слон · d2 белая пешка · g2 белая пешка · b1 чёрный слон · h1 чёрный конь | c8 белый король · d6 чёрный король · g6 белая пешка · d5 белая пешка · d4 белая пешка · c3 белый слон · g3 чёрный слон · d2 белая пешка · g2 белая пешка · b1 чёрный слон · h1 чёрный конь | c8 белый король · d6 чёрный король · g6 белая пешка · d5 белая пешка · d4 белая пешка · c3 белый слон · g3 чёрный слон · d2 белая пешка · g2 белая пешка · b1 чёрный слон · h1 чёрный конь | c8 белый король · d6 чёрный король · g6 белая пешка · d5 белая пешка · d4 белая пешка · c3 белый слон · g3 чёрный слон · d2 белая пешка · g2 белая пешка · b1 чёрный слон · h1 чёрный конь | c8 белый король · d6 чёрный король · g6 белая пешка · d5 белая пешка · d4 белая пешка · c3 белый слон · g3 чёрный слон · d2 белая пешка · g2 белая пешка · b1 чёрный слон · h1 чёрный конь | c8 белый король · d6 чёрный король · g6 белая пешка · d5 белая пешка · d4 белая пешка · c3 белый слон · g3 чёрный слон · d2 белая пешка · g2 белая пешка · b1 чёрный слон · h1 чёрный конь | 4 |
| 3 | c8 белый король · d6 чёрный король · g6 белая пешка · d5 белая пешка · d4 белая пешка · c3 белый слон · g3 чёрный слон · d2 белая пешка · g2 белая пешка · b1 чёрный слон · h1 чёрный конь | c8 белый король · d6 чёрный король · g6 белая пешка · d5 белая пешка · d4 белая пешка · c3 белый слон · g3 чёрный слон · d2 белая пешка · g2 белая пешка · b1 чёрный слон · h1 чёрный конь | c8 белый король · d6 чёрный король · g6 белая пешка · d5 белая пешка · d4 белая пешка · c3 белый слон · g3 чёрный слон · d2 белая пешка · g2 белая пешка · b1 чёрный слон · h1 чёрный конь | c8 белый король · d6 чёрный король · g6 белая пешка · d5 белая пешка · d4 белая пешка · c3 белый слон · g3 чёрный слон · d2 белая пешка · g2 белая пешка · b1 чёрный слон · h1 чёрный конь | c8 белый король · d6 чёрный король · g6 белая пешка · d5 белая пешка · d4 белая пешка · c3 белый слон · g3 чёрный слон · d2 белая пешка · g2 белая пешка · b1 чёрный слон · h1 чёрный конь | c8 белый король · d6 чёрный король · g6 белая пешка · d5 белая пешка · d4 белая пешка · c3 белый слон · g3 чёрный слон · d2 белая пешка · g2 белая пешка · b1 чёрный слон · h1 чёрный конь | c8 белый король · d6 чёрный король · g6 белая пешка · d5 белая пешка · d4 белая пешка · c3 белый слон · g3 чёрный слон · d2 белая пешка · g2 белая пешка · b1 чёрный слон · h1 чёрный конь | c8 белый король · d6 чёрный король · g6 белая пешка · d5 белая пешка · d4 белая пешка · c3 белый слон · g3 чёрный слон · d2 белая пешка · g2 белая пешка · b1 чёрный слон · h1 чёрный конь | 3 |
| 2 | c8 белый король · d6 чёрный король · g6 белая пешка · d5 белая пешка · d4 белая пешка · c3 белый слон · g3 чёрный слон · d2 белая пешка · g2 белая пешка · b1 чёрный слон · h1 чёрный конь | c8 белый король · d6 чёрный король · g6 белая пешка · d5 белая пешка · d4 белая пешка · c3 белый слон · g3 чёрный слон · d2 белая пешка · g2 белая пешка · b1 чёрный слон · h1 чёрный конь | c8 белый король · d6 чёрный король · g6 белая пешка · d5 белая пешка · d4 белая пешка · c3 белый слон · g3 чёрный слон · d2 белая пешка · g2 белая пешка · b1 чёрный слон · h1 чёрный конь | c8 белый король · d6 чёрный король · g6 белая пешка · d5 белая пешка · d4 белая пешка · c3 белый слон · g3 чёрный слон · d2 белая пешка · g2 белая пешка · b1 чёрный слон · h1 чёрный конь | c8 белый король · d6 чёрный король · g6 белая пешка · d5 белая пешка · d4 белая пешка · c3 белый слон · g3 чёрный слон · d2 белая пешка · g2 белая пешка · b1 чёрный слон · h1 чёрный конь | c8 белый король · d6 чёрный король · g6 белая пешка · d5 белая пешка · d4 белая пешка · c3 белый слон · g3 чёрный слон · d2 белая пешка · g2 белая пешка · b1 чёрный слон · h1 чёрный конь | c8 белый король · d6 чёрный король · g6 белая пешка · d5 белая пешка · d4 белая пешка · c3 белый слон · g3 чёрный слон · d2 белая пешка · g2 белая пешка · b1 чёрный слон · h1 чёрный конь | c8 белый король · d6 чёрный король · g6 белая пешка · d5 белая пешка · d4 белая пешка · c3 белый слон · g3 чёрный слон · d2 белая пешка · g2 белая пешка · b1 чёрный слон · h1 чёрный конь | 2 |
| 1 | c8 белый король · d6 чёрный король · g6 белая пешка · d5 белая пешка · d4 белая пешка · c3 белый слон · g3 чёрный слон · d2 белая пешка · g2 белая пешка · b1 чёрный слон · h1 чёрный конь | c8 белый король · d6 чёрный король · g6 белая пешка · d5 белая пешка · d4 белая пешка · c3 белый слон · g3 чёрный слон · d2 белая пешка · g2 белая пешка · b1 чёрный слон · h1 чёрный конь | c8 белый король · d6 чёрный король · g6 белая пешка · d5 белая пешка · d4 белая пешка · c3 белый слон · g3 чёрный слон · d2 белая пешка · g2 белая пешка · b1 чёрный слон · h1 чёрный конь | c8 белый король · d6 чёрный король · g6 белая пешка · d5 белая пешка · d4 белая пешка · c3 белый слон · g3 чёрный слон · d2 белая пешка · g2 белая пешка · b1 чёрный слон · h1 чёрный конь | c8 белый король · d6 чёрный король · g6 белая пешка · d5 белая пешка · d4 белая пешка · c3 белый слон · g3 чёрный слон · d2 белая пешка · g2 белая пешка · b1 чёрный слон · h1 чёрный конь | c8 белый король · d6 чёрный король · g6 белая пешка · d5 белая пешка · d4 белая пешка · c3 белый слон · g3 чёрный слон · d2 белая пешка · g2 белая пешка · b1 чёрный слон · h1 чёрный конь | c8 белый король · d6 чёрный король · g6 белая пешка · d5 белая пешка · d4 белая пешка · c3 белый слон · g3 чёрный слон · d2 белая пешка · g2 белая пешка · b1 чёрный слон · h1 чёрный конь | c8 белый король · d6 чёрный король · g6 белая пешка · d5 белая пешка · d4 белая пешка · c3 белый слон · g3 чёрный слон · d2 белая пешка · g2 белая пешка · b1 чёрный слон · h1 чёрный конь | 1 |
|   | a | b | c | d | e | f | g | h |   |

1. g7 Ch7 2. Kpd8 Kf2 3. Kpe8 Kg4 4. Kpf8. Здесь игра делится на 2 эхо-варианта:
- 4. … Kf6 5. g8Ф! С:g8 6. Kpg7 Ch4 7. g3 Cg5 8. Kpg6 Kh7 9. Kpg7 Kf6 10. Kpg6
- 4. … Kh6 5. g8Ф! С:g8 6. Kpg7 Cf4 7. g3 Cg5 8. Kpg6 Kf7 9. Kpg7 Kh6 10. Kpg6 — позиционная ничья.